# Johann Baptist Pischek

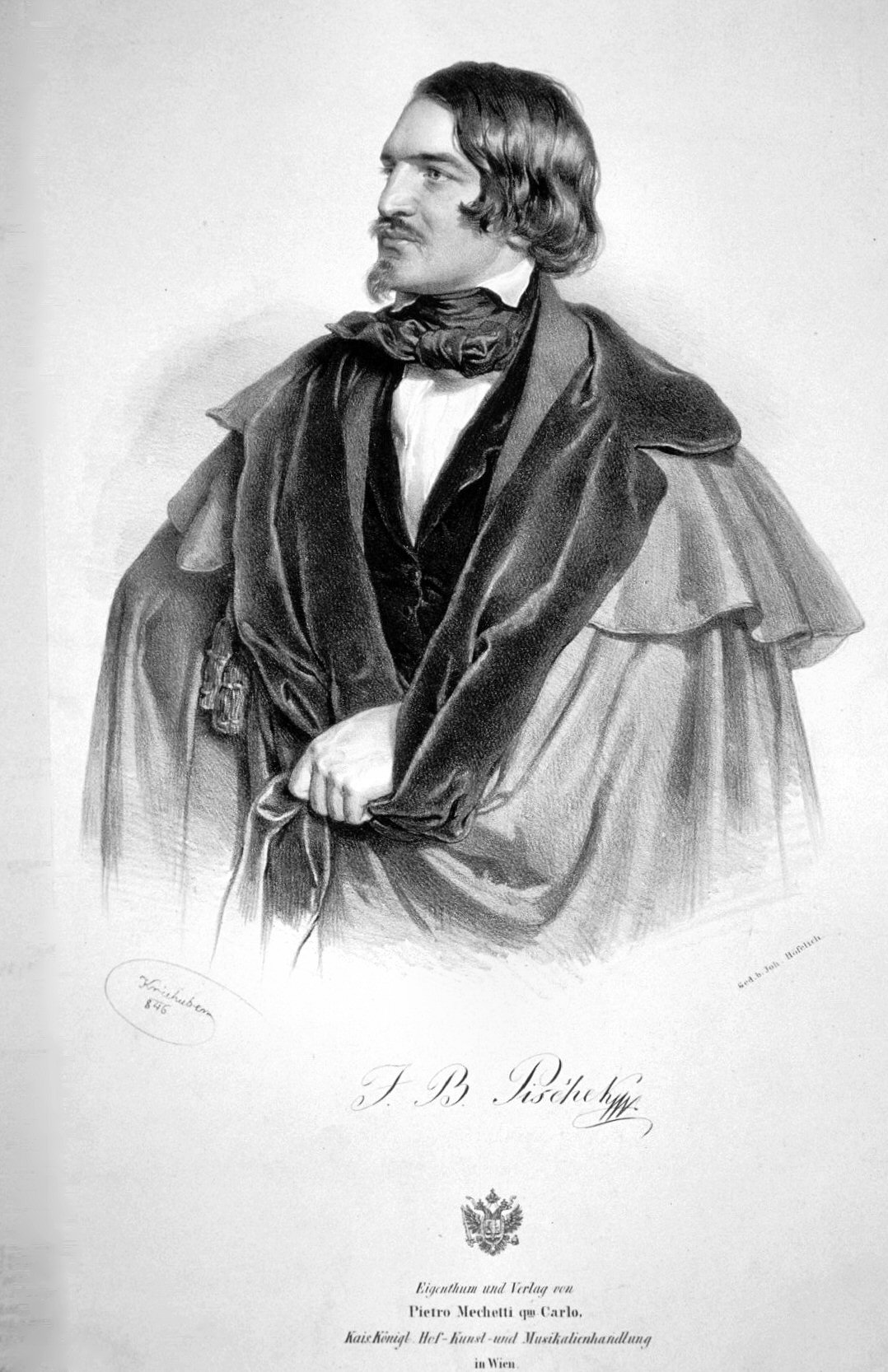
Johann Baptist Pischek, litografi av Josef Kriehuber 1846.

Johann Baptist Pischek, född den 14 oktober 1814 i Mscheno i Böhmen, död den 16 februari 1873 i Sigmaringen, var en tysk barytonsångare. Han var far till Johann von Pischek.
Pischek studerade först juridik vid Prags universitet. Han debuterade 1835 i Prag som Orovist i Norma. Pischek anställdes 1842 vid hovteatern i Stuttgart. Hans uppträdande i England, främst som romanssångare, väckte hänförelse.